# Gorelyj
Il Gorelyj (in russo  Горелый?) o Gorelaja Sopka (Горелая Сопка) è un vulcano situato nella parte meridionale della Kamčatka, in Russia. È formato da cinque stratovulcani sovrapposti ed è uno dei più attivi dell'area.

## Descrizione
Il Gorelyj si trova 75 km a sud-ovest di Petropavlovsk-Kamčatskij, accanto al vulcano Mutnovskij (in direzione nord-ovest). Ha un'altezza assoluta di 1829 m (1799 m secondo altre fonti). La caldera ha il diametro di 10×13 chilometri. Non ha la forma a cono, come la maggior parte dei vulcani della Kamčatka, ma è un massiccio formato da diversi coni vulcanici uniti: una collezione di 11 crateri situati sulla cima. È composto da andesiti e daciti. 
Un lago è apparso nella caldera nel periodo 1978-1979 e da allora c'è stata un'attività costante di fumarole nei crateri del vulcano. L'ultima attività è dell'estate del 2010. Precedenti eruzioni, nel secolo scorso, sono del 1984,1980, 1961,1947 e degli anni 1929-1931.